# Timandra witzi
Timandra witzi är en fjärilsart som beskrevs av Schneider 1938. Timandra witzi ingår i släktet Timandra och familjen mätare. Inga underarter finns listade i Catalogue of Life.